# Infrarotastronomie

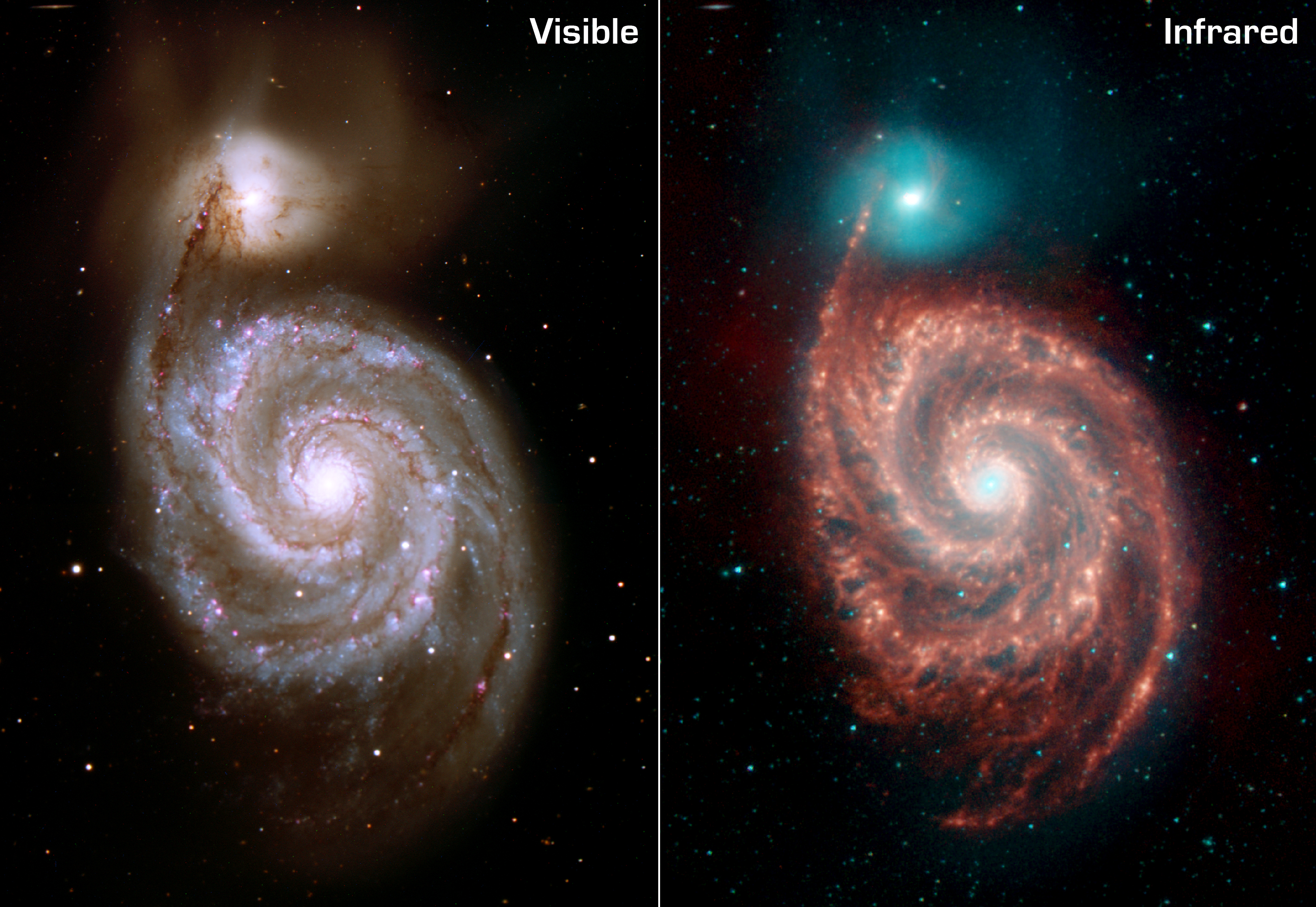
Die Whirlpool-Galaxie im sichtbaren und im infraroten Licht (Falschfarben):
Im nahen Infrarot tritt die Strahlung von Sternen hervor (blau-grün), im mittleren Infrarot sind
kälterer Staub bzw. Kohlenwasserstoffe sichtbar (orange-rot)

Die Infrarotastronomie ist ein experimenteller Teilbereich der Astronomie, der die von astronomischen Objekten ausgesandte Infrarotstrahlung nutzt. Diese Strahlung liegt in einem Teil des elektromagnetischen Spektrums, der vom menschlichen Auge nicht wahrgenommen werden kann.

## Beobachtungsbereich
| Wellenlänge in μm | Frequenzband |
| ----------------- | ------------ |
| 00,65             | R-Band       |
| 00,80             | I-Band       |
| 00,90             | Z-Band       |
| 01,00             | Y-Band       |
| 01,25             | J-Band       |
| 01,65             | H-Band       |
| 02,20             | K-Band       |
| 03,45             | L-Band       |
| 04,70             | M-Band       |
| 010               | N-Band       |
| 020               | Q-Band       |

Der beobachtete infrarote Strahlungsbereich kurz Infrarot (IR) oder Wärmestrahlung reicht von 700 nm als kürzester Wellenlänge (entsprechend der höchsten Frequenz von etwa 400 THz) bis hinauf zu 300 μm, entsprechend etwa 300 GHz als tiefster Frequenz.
Kürzerwelliger als Infrarot ist sichtbares Licht, das mit Rot an IR angrenzt, das Gebiet der optischen Teleskopie. Längerwellig als IR setzt Submillimeterstrahlung das Spektrum elektromagnetischer Strahlung fort, hier beginnt die Radioteleskopie.
Infrarot wird in drei Bereiche unterteilt;
- Nahes Infrarot (ca. 700 nm – 4 μm)
- Mittleres Infrarot (4–40 μm)
- Fernes Infrarot (40–300 μm)

Die angegebenen vier Grenzen für Infrarot und seine drei Teilbereiche variieren je nach Quelle etwas.
In der Astronomie werden diese Bereiche weiter in Wellenlängenbänder unterteilt, in denen die Atmosphäre weitgehend transparent ist. Diese Bänder (siehe Tabelle) sind mit Großbuchstaben bezeichnet nach den Namen der optischen Filter, die nur Strahlung der entsprechenden Wellenlänge passieren lassen. Außerhalb dieser Bänder ist die wasserdampfhaltige Luft der Troposphäre für IR praktisch undurchsichtig oder trüb.
Mit höherer Position und möglichst geringem Wassergehalt der Luftschichten darüber wird die IR-Durchsichtigkeit besser. Am besten ist diese im Weltraum. Abschattung von Sonnenlicht und Schutz vor Partikelstrahlung wird dort wichtiger.

## Instrumentelle Voraussetzungen

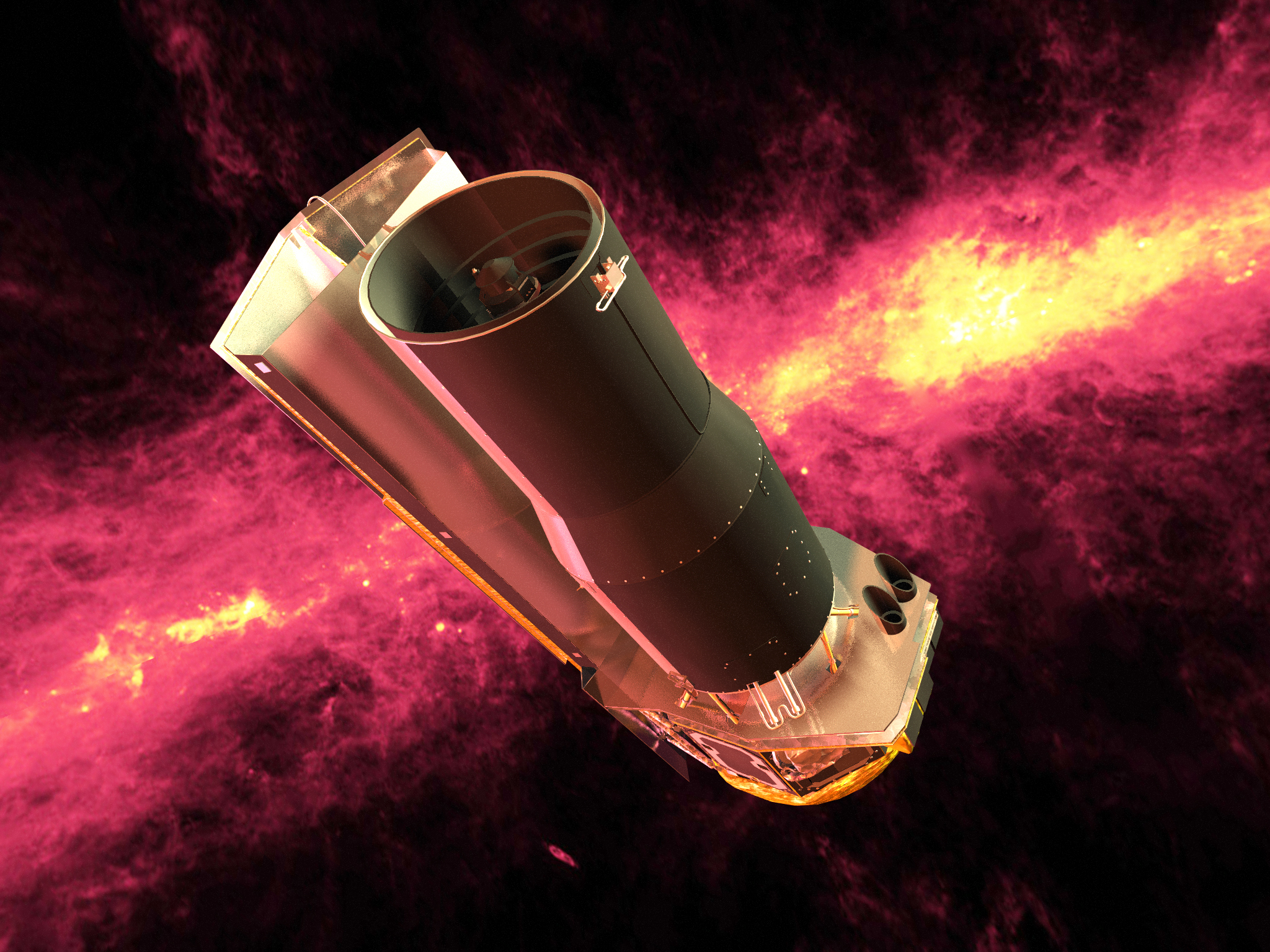
Eine Computeranimation des Spitzer-Weltraumteleskops mit Infrarotdarstellung der Milchstraße im Hintergrund

Die oberhalb etwa 2 μm immer stärker störende Wärmestrahlung der Atmosphäre, des Teleskops und der Instrumente selbst prägt zum großen Teil die Instrumentenentwicklung.

### Standorte für Teleskope
Infrarotstrahlung wird von der Erdatmosphäre sehr stark absorbiert, besonders durch den atmosphärischen Wasserdampf. Nur unterhalb 1 μm und in einigen kleinen Fenstern bis etwa 40 μm ist eine Beobachtung mit erdgebundenen Teleskopen möglich. Erdgebundene Infrarotteleskope werden deshalb bevorzugt an hohen und trockenen Standorten errichtet. Beispiele sind das Mauna-Kea-Observatorium oder die Observatorien der Europäischen Südsternwarte (ESO); auch die Eisschilde der Antarktis sind wegen ihrer Höhe, Kälte und Trockenheit von Interesse. Oft werden große Teleskope sowohl für optische als auch für Infrarotbeobachtungen benutzt, es gibt aber auch einige speziell für Infrarotbeobachtungen optimierte Teleskope.
Da mit zunehmender Höhe die Absorption stark zurückgeht, wurden schon seit den 1960ern Infrarotteleskope in hochfliegenden Ballons und ballistischen Höhenforschungsraketen verwendet. Seit den 1960ern wurden hochfliegende Flugzeuge (Lear Jet Observatory, Kuiper Airborne Observatory, SOFIA) eingesetzt. Im Weltraum verschwindet nicht nur die atmosphärische Absorption, es wird auch möglich, kleinere Teleskope im Ganzen auf sehr tiefe Temperaturen zu kühlen und damit ihre störende Wärmestrahlung zu unterdrücken. Seit den 1980ern werden deshalb vermehrt Weltraumteleskope für den Infrarotbereich eingesetzt, die ersten waren IRAS und ISO, weitere wichtige waren ASTRO-F und Herschel, Spitzer und WISE. Am 25. Dezember 2021 wurde das James-Webb-Weltraumteleskop (JWST) gestartet.

### Instrumente
Die Instrumente der Infrarotastronomie ähneln in der Konzeption den Kameras und Spektrographen der visuellen Astronomie. Allerdings müssen sie stark gekühlt werden. Meist dienen dazu mit flüssigem Stickstoff oder Helium gekühlte Kryostaten oder mechanische Kühlgeräte. Die im Infrarotbereich z. B. für Linsen verwendeten optischen Materialien unterscheiden sich von den für sichtbares Licht gebräuchlichen.
Häufig wechseln Infrarotinstrumente in einem Choppen genannten Vorgang regelmäßig die Beobachtungsrichtung zwischen dem untersuchten Objekt und einer benachbarten Himmelsposition. Durch Subtraktion der an beiden Positionen gemessenen Signale kann die Quelle besser vom Hintergrund abgehoben werden.
Seit den 1990ern ist für Beobachtungen im nahen Infrarot der Einsatz adaptiver Optik zur Korrektur der Luftunruhe (Seeing) möglich. Damit erreichen große erdgebundene Teleskope ihre volle beugungsbegrenzte Auflösung und können in dieser Hinsicht mit dem Hubble Space Telescope konkurrieren.

### Detektoren
Über den weiten Wellenlängenbereich der Infrarotastronomie kommen mehrere Arten von Detektoren zum Einsatz. Bis zu etwa 1 μm Wellenlänge sind normale, auch in der visuellen Astronomie gebräuchliche CCD-Detektoren empfindlich. Für größere Wellenlängen werden spezielle Detektoren benötigt.
Nach dem Zweiten Weltkrieg begann mit Detektoren aus Bleisulfid (PbS) der Aufstieg der Infrarotastronomie. Heute werden besonders für das nahe Infrarot nach dem Prinzip der Fotodiode funktionierende Detektoren benutzt, aus Halbleitermaterialien wie Indiumantimonid InSb und Quecksilbercadmiumtellurid (Hg,Cd)Te. Nach dem Prinzip des Fotowiderstands arbeitende Detektoren aus dotiertem Silizium (z. B. Si:Ga) und Germanium (z. B. Ge:Ga) finden bei längeren Wellenlängen Verwendung. Daneben werden, heute besonders bei den längsten Wellenlängen, thermische Detektoren (Bolometer) eingesetzt. Diese weisen die durch die Strahlung erzeugte Wärmeenergie im Detektor nach. Bis in die 1980er Jahre waren Infrarotdetektoren fast stets Einzeldetektoren, die für größere Aufnahmen über den Himmel geführt werden mussten. Seither sind Detektoranordnungen bis zu 2048×2048 Elementen bei den kurzen Wellenlängen und bis zu wenigen tausend Elementen bei langen Wellenlängen verfügbar geworden.

## Besonderheiten der Infrarotastronomie

### Durchdringung von interstellarem Staub

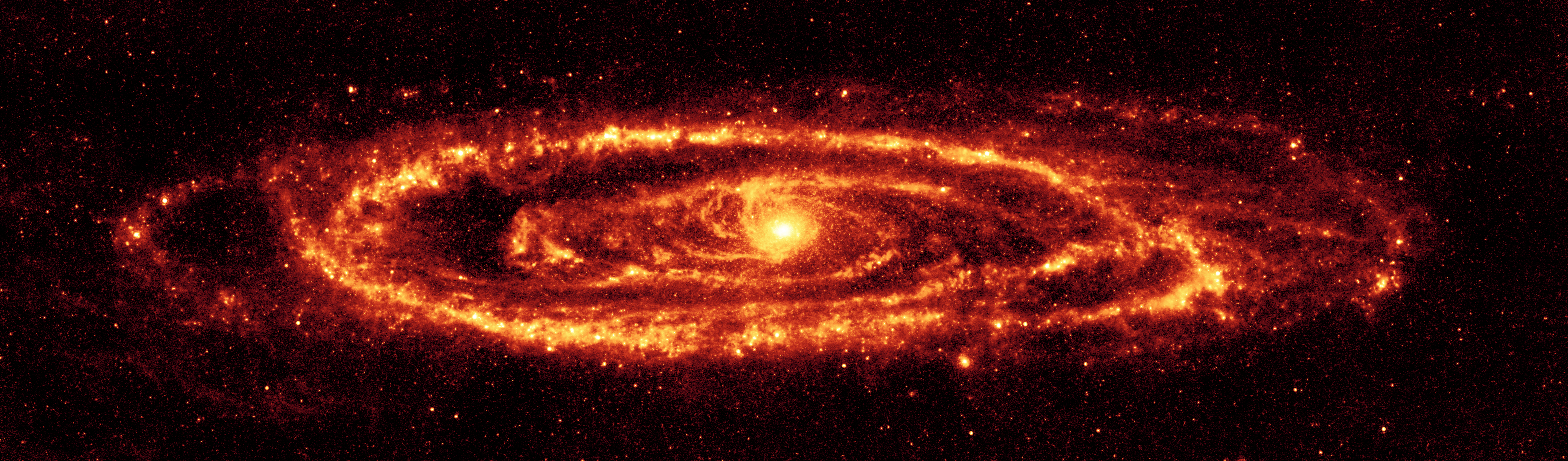
Der Andromedanebel im infraroten Licht bei 24 μm

Die Abschwächung (Extinktion) von elektromagnetischer Strahlung durch den interstellaren Staub variiert stark mit der Wellenlänge. Bei 2 μm in nahen Infrarot ist sie gegenüber dem sichtbaren Licht bereits auf etwa 1/10 zurückgegangen. Damit werden hinter Staub verborgene Gebiete beobachtbar, z. B. junge Sterne, das galaktische Zentrum und die Kerne von Infrarotgalaxien.

### Beobachtung kalter Objekte
Nach dem Planckschen Strahlungsgesetz strahlen kalte Himmelskörper wie z. B. Braune Zwerge oder noch tief in Molekülwolken eingebettete Sterne hauptsächlich im Infrarot. Viele im interstellaren Medium häufige Atome, Ionen und Moleküle haben wichtige Strahlungsübergänge im Infrarot. Besonders geeignet ist die Infrarotspektroskopie für die Bestimmung der Zusammensetzung und der physikalischen Bedingungen von Gas mit Temperaturen von einigen hundert Kelvin. Kalter (< 100 Kelvin) Staub im interstellaren Medium strahlt das absorbierte Licht im fernen Infrarot wieder ab und ist oft ein großer Beitrag zur Energiebilanz astronomischer Objekte. Im mittleren Infrarot gibt es starke Emission von organischen Verbindungen im interstellaren Medium, die mit polyzyklischen aromatischen Kohlenwasserstoffen verwandt sind.

### Beobachtungen bei hoher Rotverschiebung
Durch die kosmologische Rotverschiebung wird das von Galaxien im frühen Universum ausgesandte sichtbare oder UV-Licht auf der Erde im nahen Infrarot beobachtet. Dies ist z. B. entscheidend für die Auslegung des James-Webb-Weltraumteleskops.

## Beobachtungsobjekte und wissenschaftliche Ziele

### Im Sonnensystem
Planeten, Satelliten, Kometen und Asteroiden im Sonnensystem werden intensiv im Infrarot beobachtet. Von IRAS wurden z. B. einige neue Asteroiden und Kometen sowie drei Staubbänder im Bereich des Asteroidengürtels entdeckt, die vermutlich durch Kollisionen innerhalb des Asteroidengürtels entstanden sind. Ein neues Ziel sind Eigenschaften von transneptunischen Objekten des Kuipergürtels und der Oortschen Wolke.

### In der Milchstraße

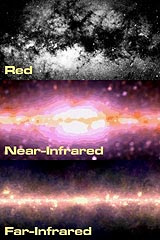
Vergleich des Zentrums der Milchstraße bei verschiedenen Wellenlängen

Viele Infrarotbeobachtungen in der Milchstraße zielen auf ein Verständnis der Entstehung von Sternen. Großflächige Suchen nach jungen Sternen in allen Entwicklungsstadien und nach Braunen Zwergen werden kombiniert mit hochaufgelösten Aufnahmen und mit Spektroskopie. Zirkumstellare Staubscheiben ergaben erste Anzeichen für die Entstehung und Entwicklung von Planetensystemen um andere Sterne. Im Galaktischen Zentrum wird im Infrarot die Umgebung des nächsten supermassereichen schwarzen Lochs untersucht. Entwickelte Sterne und ihr Massenauswurf sind ein weiteres Ziel der Infrarotastronomie in der Milchstraße.
Infrarotspektroskopie dient zur Untersuchung des Zustands und der chemischen Zusammensetzung des interstellaren Mediums. Von IRAS wurde auch eine diffuse Infrarotstrahlung und filamentartige Staubwolken entdeckt, die sich bis in hohe galaktische Breiten ausdehnen.

### Außerhalb der Milchstraße
Infrarotgalaxien strahlen im Gegensatz zur Milchstraße und den meisten anderen Galaxien bis zu 99 % ihrer Gesamtleuchtkraft im fernen Infrarot ab. Wechselwirkungen und Zusammenstöße mit anderen Galaxien tragen zu ihrer Entstehung bei. Die Infrarotastronomie untersucht den Beitrag hoher Sternentstehungsraten in Starbursts und von aktiven Galaxienkernen zu diesem Phänomen.
Die Entwicklung von Galaxien im frühen Universum wird immer intensiver im Infrarot studiert. Im nahen Infrarot wird das rotverschobene Licht der Sterne dieser Galaxien beobachtet, im fernen Infrarot und Submillimeterbereich der von Staub verschluckte und wieder abgestrahlte Anteil.

## Geschichtliche Entwicklung und Ausblick
Nachdem William Herschel 1800 die Infrarotstrahlung der Sonne entdeckt hatte, konnte Charles Piazzi Smyth 1856 erstmals eine infrarote Komponente im Spektrum des Mondlichts nachweisen. William Coblentz konnte ab 1915 Infrarotstrahlung von 110 Sternen nachweisen und gilt als einer der Begründer der IR-Spektroskopie. Diese frühen Messungen wurden meist mit Bolometern oder Thermoelementen gewonnen.
In den 1950ern brachten die Bleisulfid (PbS)-Detektoren einen Empfindlichkeitssprung im nahen Infrarot. Wie auch bei vielen späteren Detektorentwicklungen für das nahe und mittlere Infrarot profitierte die Astronomie hier vom militärischen Interesse an empfindlichen Detektorsystemen z. B. zur Verfolgung von Flugzeugen und Raketen. Um 1960 entwickelten Harold L. Johnson und Mitarbeiter das erste fotometrische System für das Infrarot. 1963 wurden mit den ersten Ballonmissionen Infrarotbeobachtungen des Mars durchgeführt und bereits 1967 wurde mit einer Serie von Raketenflügen die erste Kartierung des gesamten Himmels im mittleren Infrarot durchgeführt, hierbei wurden bei einer Gesamtbeobachtungszeit von nur 30 Minuten mehr als 2000 Infrarotquellen entdeckt. Im gleichen Jahr wurde auch das Mauna-Kea-Observatorium gegründet, das auch heute noch die größten Infrarotteleskope beherbergt. Anfang der 1970er-Jahre wurde ein militärischer C-141A Transportjet zu einem Infrarotteleskop umgebaut, das ab 1974 als Kuiper Airborne Observatory (KAO) Beobachtungen in 14 km Höhe durchführte.
Der Durchbruch der Infrarotastronomie kam jedoch in den 1980ern mit den ersten Satellitenmissionen. 1983 durchmusterte IRAS den Himmel. 1989 wurde COBE gestartet und entdeckte Anisotropien der kosmischen Hintergrundstrahlung. 1995 folgte mit dem Infrared Space Observatory (ISO) das erste echte Weltraumobservatorium für das Infrarot mit Kamera, Photometer und Spektrometern. 1997 folgte die Aufrüstung des Hubble-Weltraumteleskops mit dem Infrarotinstrument NICMOS, 2003 wurde das Spitzer-Weltraumteleskop gestartet. 2009 starteten die Missionen Planck, Herschel und WISE.
Die Entwicklung der Infrarotastronomie geht zurzeit hauptsächlich in zwei Richtungen:
- Beobachtungen mit höchster räumlicher Auflösung vom Boden, unter Nutzung adaptiver Optik oder der Interferometrie wie am Very Large Telescope Interferometer (VLTI). Geplante Riesenteleskope wie das European Extremely Large Telescope sind ohne adaptive Optik nicht denkbar.
- weitere Steigerung der Empfindlichkeit von Flugzeug- und Satellitenteleskopen. Am 25. Dezember 2021 wurde das James-Webb-Weltraumteleskop gestartet, weiter realisiert wurde das Flugzeugobservatorium SOFIA. In den 2000ern verfolgte Projekte wie der Terrestrial Planet Finder der NASA bzw. das Darwin-Teleskop der ESA, mit denen erstmals die direkte Beobachtung exosolarer Planeten möglich gewesen wären, sind auf unbestimmte Zeit verschoben bzw. nicht realisiert worden.

| Bezeichnung                            | Jahr      | Wellenlänge  | Bemerkungen                                                  |
| -------------------------------------- | --------- | ------------ | ------------------------------------------------------------ |
| AFGRL Infrared Sky Survey              | 1967      | 4–20 μm      | Katalog mit 2363 Quellen                                     |
| Two Micron Sky Survey (TMSS)           | 1968      | 2,2 μm       | 70 % des Himmels, über 5500 Quellen                          |
| Infrared Astronomical Satellite (IRAS) | 1983      | 12–100 μm    | 96 % des Himmels, über 300.000 Quellen                       |
| Cosmic Background Explorer (COBE)      | 1989      | 1,25–240 μm  | sehr präzise Spektroskopie bei geringer räumlicher Auflösung |
| Two Micron All Sky Survey (2MASS)      | 1997–2001 | 1,25–2,17 μm | gesamter Himmel, ca. 500 Millionen Quellen                   |

| Bezeichnung                                | Jahr      |
| ------------------------------------------ | --------- |
| Infrared Astronomical Satellite (IRAS)     | 1983      |
| Spacelab 2 Infrared Telescope              | 1985      |
| Infrared Space Observatory (ISO)           | 1995–1998 |
| Infrared Telescope in Space (IRTS)         | 1995      |
| Midcourse Space Experiment (MSX)           | 1996      |
| Wide Field Infrared Explorer (WIRE)        | 1999      |
| Spitzer-Weltraumteleskop (SST)             | 2003–2020 |
| Akari (ASTRO-F)                            | 2006–2011 |
| Herschel-Weltraumteleskop (HSO)            | 2009–2013 |
| Wide-Field Infrared Survey Explorer (WISE) | seit 2009 |
| James-Webb-Weltraumteleskop (JWST)         | seit 2021 |